# Konservy
Konservy (russisk: Консервы, da.: Konserves) er en russisk spillefilm fra 2007 instrueret af Jegor Kontjalovskij.

## Medvirkende
- Marat Basjarov som Igor Davydov
- Sergej Veksler som Kum
- Aleksandr Galibin som Valerij Astrakhantsev
- Anatolij Zjuravljov
- Maksim Konovalov
- Vladimir Steklov